# (37202) 2000 WK95
2000 WK95 (asteroide 37202) é um asteroide da cintura principal. Possui uma excentricidade de 0.11507990 e uma inclinação de 5.99151º.
Este asteroide foi descoberto no dia 21 de novembro de 2000 por LINEAR em Socorro.